# Samantha Scaffidi
Samantha Scaffidi, född 3 mars 1989 i New York, är en amerikansk skådespelerska, manusförfattare och regissör. Hon påbörjade sin karriär inom kortfilmsbranschen, för att sedan få rollen som Victoria Heyes i slasherfilmen Terrifier (2016), en roll som hon dessutom har innehaft i dess uppföljare Terrifier 2 (2022) och Terrifier 3 (2024). Hon har utöver detta även haft studier på Salve Regina University i Newport, Rhode Island, och William Esper Studio i hemstaden New York.

## Filmografi (i urval)
- 2016 – Terrifier
- 2022 – Terrifier 2
- 2024 – Terrifier 3